# Parodia schumanniana
Parodia schumanniana ist eine Pflanzenart aus der Gattung Parodia in der Familie der Kakteengewächse (Cactaceae). Das Artepitheton schumanniana ehrt den deutschen Kakteenspezialisten Karl Moritz Schumann.

## Beschreibung
Parodia schumanniana wächst meist einzeln mit anfangs kugelförmigen und im Alter zylindrisch werdenden Trieben, die Wuchshöhen von bis zu 1,8 Meter und Durchmesser von 30 Zentimeter erreichen. Die 21 bis 48 deutlich ausgeprägten Rippen sind gerade und scharfkantig. Die auf ihnen befindlichen Areolen sind im Scheitel der Triebe sehr stark bewollt. Die  borstenartige, geraden bis leicht gebogenen Dornen sind anfangs goldgelb bis braun oder rot und werden später grau. Die ein bis drei Mitteldornen, die gelegentlich auch fehlen können, sind 1 bis 3 Zentimeter lang. Die vier, meist in zwei Paaren angeordneten, Randdornen weisen eine Länge von 0,7 bis 5 Zentimeter auf.
Die zitronengelben bis goldgelben Blüten erreichen Durchmesser von 4,5 bis 6,5 Zentimeter und Längen von 4 bis 4,5 Zentimeter. Ihr Perikarpell und die Blütenröhre sind dicht mit Wolle und Borsten besetzt. Die Narbe ist hellgelb. Die kugelförmigen bis eiförmigen bei Reife trockenen Früchte sind bräunlich. Sie sind mit dichter Wolle und Borsten bedeckt und weisen Durchmesser von bis zu 1,5 Zentimeter auf. Die Früchte enthalten glockenförmige, glänzend rötlich braune bis fast schwarze Samen, die nahezu glatt und 1 bis 1,2 Millimeter lang sind.

## Verbreitung, Systematik und Gefährdung

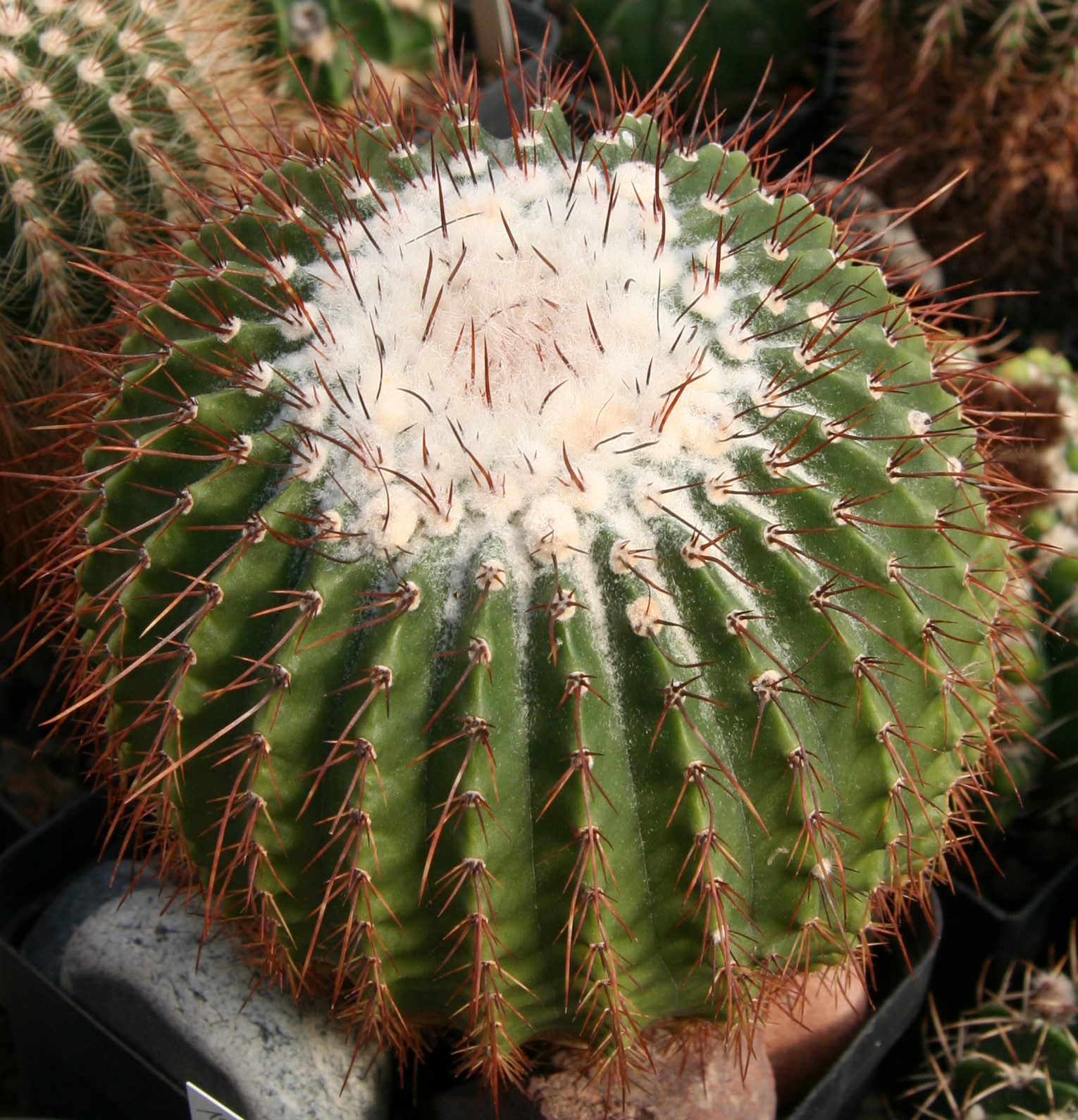
Parodia schumanniana subsp. claviceps

Parodia schumanniana ist Süden Brasiliens, im Süden Paraguays und im Nordosten Argentiniens auf Blockhalden felsiger Hänge verbreitet.
Die Erstbeschreibung als Echinocactus schumannianus durch Ernst August Nicolai wurde 1893 veröffentlicht. Fred H. Brandt stellte die Art 1982 in die Gattung Parodia.  Nomenklatorische Synonyme sind Malacocarpus schumannianus (Nicolai) Britton & Rose (1922, unkorrekter Name ICBN-Artikel 11.4), Notocactus schumannianus (Nicolai) Frič (1928), Eriocactus schumannianus (Nicolai) Backeb. (1942, unkorrekter Name ICBN-Artikel 11.4) und Eriocephala schumanniana (Nicolai) Backeb. (1951).
Taxonomische Synonyme sind unter anderem Echinocactus grossei K.Schum. (1899) und Echinocactus buchheimianus Quehl (1899).
Die Unterart Parodia schumanniana subsp. claviceps (F.Ritter) Hofacker & P.J.Braun wird als Art Parodia claviceps (F.Ritter) F.H.Brandt anerkannt.
In der Roten Liste gefährdeter Arten der IUCN wird die Art als „Vulnerable (VU)“, d. h. als gefährdet geführt.

## Nachweise